# Baurech
Baurech är en kommun i departementet Gironde i regionen Nouvelle-Aquitaine i sydvästra Frankrike. Kommunen ligger i kantonen Créon som tillhör arrondissementet Bordeaux. År 2022 hade Baurech 936 invånare.

## Befolkningsutveckling
Antalet invånare i kommunen Baurech
Referens:INSEE